# Persone di nome Alonso
| Questa pagina contiene informazioni ricavate automaticamente dalle voci biografiche con l'ausilio del template Bio e di un bot. L'aggiornamento è periodico e automatico e ricostruisce completamente la pagina. Se manca una persona in questa lista, sei pregato di non aggiungerla, ma accertati piuttosto che la sua voce biografica contenga il template Bio e che i dati anagrafici siano correttamente compilati. Se il template Bio manca, inseriscilo tu stesso o, in alternativa, metti l'avviso {{tmp\|Bio}} che ne segnala la mancanza. Se i dati riportati sono sbagliati, correggi direttamente la voce biografica; le modifiche saranno visibili in questa lista entro pochi giorni. Per chiarimenti vedi il progetto antroponimi. La lista contiene solo le 53 persone che sono citate nell'enciclopedia e per le quali è stato implementato correttamente il template Bio. Pagina aggiornata al 22 lug 2025. |

Questa è una lista di persone presenti nell'enciclopedia che hanno il nome Alonso, suddivise per attività principale.

## Ammiragli(1)
- Alonso Pérez de Guzmán y Sotomayor, ammiraglio spagnolo (Sanlúcar de Barrameda, n. 1550 - Sanlucar de Barrameda, † 1615)

## Architetti(3)
- Alonso Carbonel, architetto e scultore spagnolo (Madrid, n. 1583 - Madrid, † 1660)
- Alonso García Bravo, architetto, urbanista e condottiero spagnolo (Ribera del Fresno - Oaxaca de Juárez)
- Alonso de Covarrubias, architetto e scultore spagnolo (Torrijos, n. 1488 - Toledo, † 1570)

## Arcivescovi cattolici(1)
- Alonso Núñez de Haro y Peralta, arcivescovo cattolico spagnolo (Villagarcía del Llano, n. 1729 - Città del Messico, † 1800)

## Attori(1)
- Alonso Quintero, attore e cantante cileno (Santiago del Cile, n. 1993)

## Calciatori(4)
- Alonso Coello, calciatore spagnolo (Madrid, n. 1999)
- Alonso López, ex calciatore colombiano (Manizales, n. 1957)
- Alonso Solís, ex calciatore costaricano (San José, n. 1978)
- Alonso Zamora, calciatore messicano (Guadalajara, n. 1991)

## Cestisti(1)
- Alonso Izaguirre, ex cestista messicano (Culiacán, n. 1976)

## Compositori(1)
- Alonso Mudarra, compositore spagnolo (n. 1510 - Siviglia, † 1580)

## Esploratori(3)
- Alonso Álvarez de Pineda, esploratore e cartografo spagnolo (Aldeacentenera, n. 1494 - † 1519)
- Alonso De León, esploratore spagnolo († 1691)
- Alonso de Ojeda, esploratore e navigatore spagnolo (Cuenca - Santo Domingo, † 1515)

## Filologi(1)
- Alonso Zamora Vicente, filologo, lessicografo e scrittore spagnolo (Madrid, n. 1916 - † 2006)

## Generali(3)
- Alonso de Alvarado, generale spagnolo (Secadura de Trasmura, n. 1500 - Lima, † 1556)
- Alonso de Sotomayor, generale spagnolo (Trujillo - Spagna, † 1610)
- Alonso de Vargas, generale spagnolo

## Militari(7)
- Alonso de Mendoza, militare spagnolo (Garrovillas de Alconétar, n. 1485 - Tipuani, † 1550)
- Alonso de Contreras, militare, avventuriero e scrittore spagnolo (Madrid, n. 1582 - † 1641)
- Alonso de Figueroa y Córdoba, militare spagnolo (Cordova - † 1652)
- Alonso García de Ramón, militare spagnolo (Cuenca - † 1610)
- Alonso González de Nájera, militare spagnolo († 1614)
- Alonso de Idiáquez de Butrón y Múgica, militare e nobile spagnolo (San Sebastián, n. 1565 - Milano, † 1618)
- Alonso de Ribera, militare spagnolo (Úbeda, n. 1560 - Concepción, † 1617)

## Missionari(1)
- Alonso de Molina, missionario e linguista spagnolo (Escalona - Città del Messico, † 1585)

## Mistici(1)
- Alonso de Orozco, mistico spagnolo (Oropesa, n. 1500 - Madrid, † 1591)

## Navigatori(1)
- Alonso de Chaves, navigatore, cosmografo e cartografo spagnolo (Siviglia, † 1587)

## Piloti motociclistici(1)
- Alonso López, pilota motociclistico spagnolo (Madrid, n. 2001)

## Pittori(3)
- Alonso Berruguete, pittore, scultore e architetto spagnolo (Paredes de Nava, n. 1488 - Toledo, † 1561)
- Alonso Sánchez Coello, pittore spagnolo (Benifairó de les Valls - Madrid, † 1588)
- Alonso de Corduba, pittore italiano

## Poeti(4)
- Alonso de Alcalá y Herrera, poeta spagnolo (Lisbona, n. 1599 - Alcalá  de Henares, † 1682)
- Alonso de Ercilla, poeta, scrittore e esploratore spagnolo (Madrid, n. 1533 - Madrid, † 1594)
- Alonso de Acevedo, poeta spagnolo (Vera de Plasencia, n. 1550)
- Alonso de Ledesma, poeta e scrittore spagnolo (Segovia, n. 1562 - Segovia, † 1623)

## Religiosi(2)
- Alonso Enríquez de Santo Tomás, religioso, teologo e vescovo cattolico spagnolo (Vélez-Málaga, n. 1631 - Malaga, † 1692)
- Alonso de Espinosa, religioso e missionario spagnolo (Alcalá de Henares, n. 1543 - † 1616)

## Scrittori(3)
- Alonso Cueto, scrittore e sceneggiatore peruviano (Lima, n. 1954)
- Alonso Fernández de Avellaneda, scrittore spagnolo (Tordesillas)
- Alonso de Fuentes, scrittore e poeta spagnolo (Siviglia, n. 1515)

## Scultori(1)
- Alonso Cano, scultore, architetto e pittore spagnolo (Granada, n. 1601 - Granada, † 1667)

## Storici(2)
- Alonso de Góngora Marmolejo, storico spagnolo (Carmona, n. 1523 - † 1575)
- Alonso de Ovalle, storico e gesuita cileno (Santiago del Cile, n. 1603 - Lima, † 1651)

## Teologi(1)
- Alonso de la Vera Cruz, teologo spagnolo (Caspueñas, n. 1507 - Città del Messico, † 1584)

## Umanisti(1)
- Alonso Ortiz, umanista spagnolo (Villarrobledo, n. 1455 - † 1507)

## Velocisti(1)
- Alonso Edward, velocista panamense (Panama, n. 1989)

## Vescovi(1)
- Alonso de Espina, vescovo, predicatore e scrittore spagnolo

## Vescovi cattolici(2)
- Alonso de Montúfar, vescovo cattolico spagnolo (Loja, n. 1489 - Città del Messico, † 1572)
- Alonso Suárez de la Fuente del Sauce, vescovo cattolico spagnolo (Fuente el Saúz - Jaén, † 1520)

## Senza attività specificata(2)
- Alonso de Córdoba, spagnolo (Valdepeñas, n. 1505 - Santiago del Cile, † 1589)
- Alonso de Reinoso, spagnolo (Torrijos, n. 1518 - Concepción, † 1567)